# فيديريكو كريفيلي
فيديريكو كريفيلي (بالإسبانية: Federico Crivelli)‏ (28 يناير 1983 في الأرجنتين - ) هو لاعب كرة قدم أرجنتيني في مركز حراسة المرمى. لعب مع Club Atlético Temperley ‏.

## وصلات خارجية
- فيديريكو كريفيلي على موقع قاعدة بيانات كرة القدم.إي يو (الإنجليزية)
- فيديريكو كريفيلي على موقع Soccerway.com (الإنجليزية)
- فيديريكو كريفيلي على موقع AS.com (الإسبانية)